# سینما شاهین طلایی
سینما شاهین طلایی یک سینما در شاهین‌شهر، ایران است.
این سینما که دارای ۴۰۲ نفر ظرفیت می‌باشد در سال ۱۳۹۲ تأسیس شده است.